# Na minimumu
Na minimumu je šesti studijski album sastava Gustafi, objavljen 2002.
To je ujedno i njihov drugi album objavljen pod izdavačkom kućom Dancing Bear. Najpoznatije pjesme s albuma su "Tebe san ja", "Bira! Bira! Bira!" i "Vrhi Ćićarije".

## Popis pjesama
Tekstovi i glazba: Edi Maružin/Gustafi. 
| 1.    | »Tebe san ja«        | 3:45 |
| 2.    | »Ki mi je vrag Ana«  | 3:08 |
| 3.    | »Ku-ku tac«          | 3:58 |
| 4.    | »Bira! Bira! Bira!«  | 2:29 |
| 5.    | »Vrhi Ćićarije«      | 3:56 |
| 6.    | »Romeo«              | 3:41 |
| 7.    | »Fuck me baby«       | 4:00 |
| 8.    | »Njoki z zecom«      | 5:05 |
| 9.    | »Jesen II«           | 5:27 |
| 10.   | »Vajk san je volija« | 5:10 |
| 11.   | »Niman sna«          | 3:25 |
| 12.   | »Budi prava«         | 3:36 |
| 13.   | »Namisto«            | 2:28 |
| 14.   | »Život je lip«       | 2:27 |
| 51:35 |                      |      |